# セクシー・バス・ストップ
「セクシー・バス・ストップ」は、1976年3月5日にビクター音楽産業（現：ビクターエンタテインメント〈二代目〉）より発売された、オリエンタル・エクスプレスのインストゥルメンタルのシングル。

## 概要
筒美京平が企画・指揮した覆面ユニット“Dr.ドラゴン&オリエンタル・エクスプレス”の1stシングルで、筒美が“Dr.Dragon"（ドクター・ドラゴン）という変名で企画・指揮・編曲し、更に"Jack Diamond”（ジャック・ダイアモンド）という変名で作曲した作品である。
本作の企画が出たのは1975年11月で、ビクター音産洋楽宣伝部の“ハッスル・ホンダ”こと本多慧が「アメリカでは“バス・ストップ”というステップが流行り始めたが、日本ではバス・ストップを踊れる曲が無い。だから日本で踊れる曲を作ってしまおう。」と考えたのが発端である。本多から楽曲作りの依頼を受けた筒美は、フィリー・サウンドを支えたMFSBの日本版を目指し、林立夫（ドラム）、鈴木茂（ギター）、後藤次利（ベース）、矢野顕子（キーボード）によるユニット、“オリエンタル・エクスプレス”を結成。楽曲を制作、完成させる。1976年1月に、ニューヨークのルーズベルト・ホテルで行われた、ビルボード誌主催の“国際ディスコ会議”に本作を出品したところ好評を博し、日本での発売に踏み切る。
日本人の作曲家とミュージシャンが制作、演奏したことを隠し、ビクターから洋盤として発売。その後は売り上げを伸ばし、ニッポン放送の『ポップスベストテン』や、文化放送の『オール・ジャパン・ポップ20』などの、ラジオの洋楽ランキング番組にランクインする。また洋邦の総合チャートであるオリコンシングルTOP100でも、28週にわたりランクイン。最終的には、1976年の洋楽売上チャートで、「ビューティフル・サンデー」に次ぐ2位の売上を記録する。

## 収録曲
1. セクシー・バス・ストップ
2. バンブー
両曲とも、作曲：Jack Diamond（筒美京平）・編曲：Dr.Dragon（筒美京平）[7]

## 収録アルバム
セクシー・バス・ストップ
- The Birth of a Dragon (LP or CD：#1)
  - Sexy Bus Stop（#1）
  - The Birth of a Dragon +4 (#1)
- VICTOR DISCO TREASURES made in JAPAN selected by T-GROOVE（#1）

バンブー
- The Birth of a Dragon（LP：#3、CD：#8）
  - Sexy Bus Stop（#8）
  - The birth of a Dragon +4 (#8)

## 浅野ゆう子のカバー

### 解説
1976年4月25日にRVC（現：ソニー・ミュージックレーベルズ）より発売された浅野ゆう子の8枚目のシングル。インストゥルメンタルだった本作に、新たに歌詞を付けてカバーされる。
歌詞を付けた作品を浅野に歌わせるというアイデアは、日音の村上司によるものである。作曲者である筒美は、当初「インストゥルメンタルとして書いた作品だから…」と難色を示していたが、村上とディレクターの岡村右との話し合いにより納得。作詞は筒美の要望により、橋本淳が担当することになる。またB面には、いしだあゆみの最大ヒット・シングル「ブルー・ライト・ヨコハマ」のカバーバージョンが収録され、オリジナルより約1ヶ月半遅れで発売される。
浅野のカバー盤はチャートTOP10近くまで上昇するヒットとなり、自己最高セールスを記録する。
中将タカノリは「元祖ディスコ歌謡」と評価している
。

### 収録曲
- 両楽曲共に、作詞：橋本淳／編曲：高田弘

1. セクシー・バス・ストップ [03:20]
作曲：Jack Diamond
Ⓟ 1976 NICHION,INC.
2. ブルー・ライト・ヨコハマ [03:22]
作曲：筒美京平
Ⓟ 1968,1976 NICHION,INC.

### 収録アルバム
- セクシー・バス・ストップ (#1、#2)
- YUKO IN DISCO (#1、#2)
- オー! ミステリー (#1、#2)
- ヴェリーベスト 昭和歌謡 (#1、#2)
- ベスト16 (#1、#2)
- GOLDEN☆BEST limited 浅野ゆう子 筒美京平を歌う (#1、#7)

## その他のカバー

### 日本
- ローレン中野（1976年） - アルバム『ゆうわく』収録。
- 筒美京平&HIS 585 BAND（1976年） - アルバム『HIT MACHINE/筒美京平の世界』収録。
- L.A.ソウル・ドライバーズ（1977年） - シングル「ムーンライト・タクシー」収録。
- ピンク・レディー（1977年） - ライブアルバム『チャレンジ・コンサート』収録[12]。
- Soul Express（1977年） - アルバム『ディスコヒット大全集 All The Hits Of Golden Disco Sounds Vol.1』収録。
- EPO（1987年） - アルバム『POP TRACKS』収録。
- コリン・テル（1989年） - アルバム『秘密の楽園』収録。
- C.C.ガールズ（1993年） - アルバム『WOMAN FROM TOKYO』収録。

### 海外
1977年、欧陽菲菲が台湾発売のアルバム『愛的路上我和你』にて、『愛的路上我和你』（作詞：孫儀）という曲名でカバーし、台湾でも人気作品となる。それ以降多くの歌手が同曲をカバーしている。
- ポーラ・チョイ（中国語版）（1977年） - アルバム『玲瓏塔』収録。
- ツェー・リンリン（中国語版）（1977年） - アルバム『謝玲玲,vol.6:秋詩篇篇 愛的路上我和你』収録。
- リー・イー（中国語版）（1977年） - アルバム『日落日升』収録。
- アイリーン・イェー（中国語版）（1987年） - アルバム『點歌集（二）葡萄美酒』収録。
- フェイ・シャン（中国語版）（1988年） - アルバム『奪標』収録。
- ツイ・タイチン（中国語版）（1991年） - アルバム『越飛越高』収録。
- リリー・リー（中国語版）（1994年） - アルバム『就這樣約定』収録。
- ミッシェル・シェ（中国語版）（2002年） - アルバム『海誓山盟』収録。
- ジョウ・メイリ（中国語版）（2007年） - アルバム『流水年華』収録。
- オウ・リーウェン（中国語版）（2011年） - アルバム『願你將愛心留住』収録。